# Ermida da Santa Ana (Ponta Delgada)

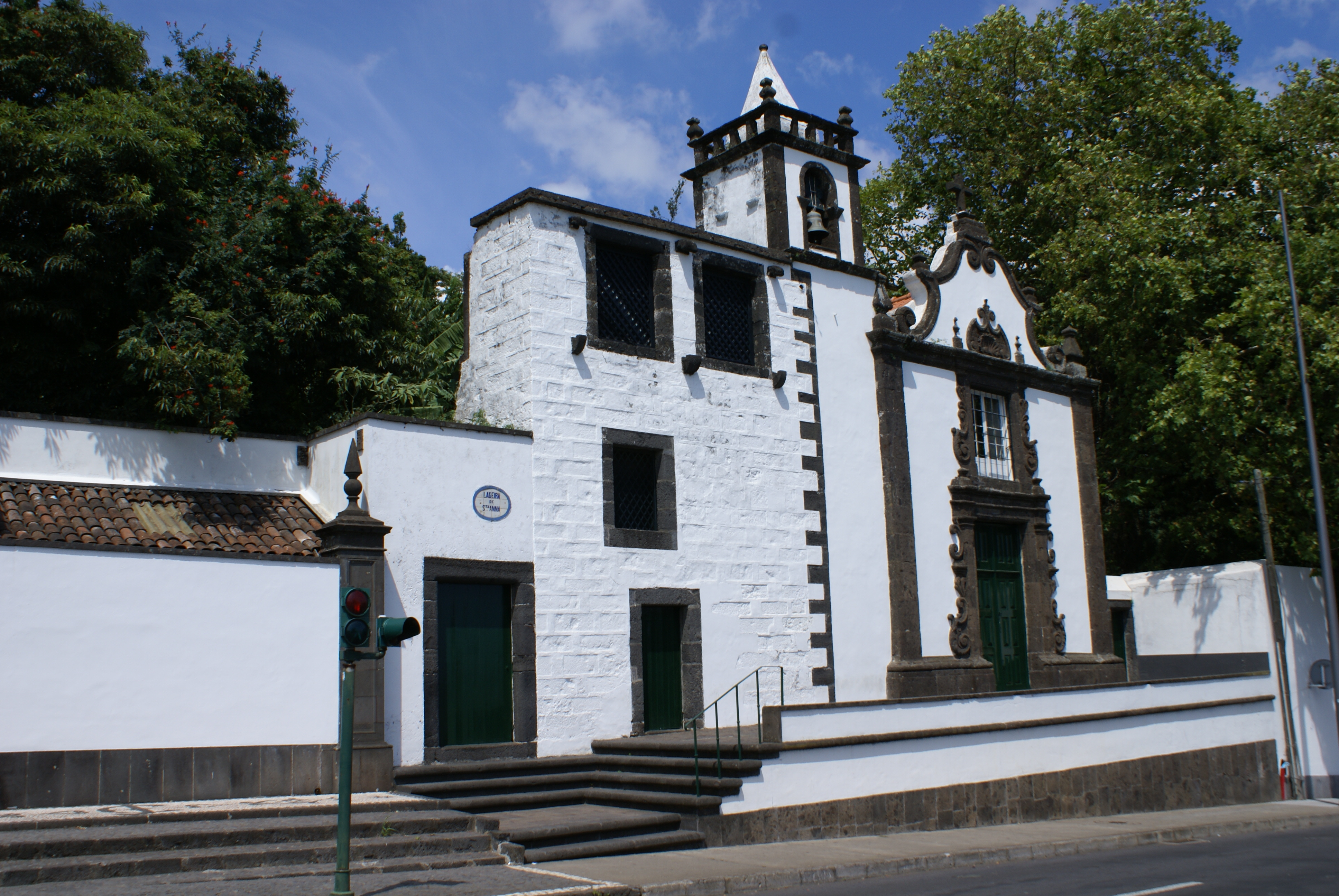
Ermida da Santa Ana, Ponta Delgada.

A Ermida de Sant'Ana localiza-se no concelho de Ponta Delgada, na ilha de São Miguel, na Região Autónoma dos Açores, em Portugal.

## História
A ermida e o seu recolhimento foram fundados no princípio do século XVII, pertencendo ambos ao licenciado António de Frias e a sua esposa, padroeiros dos Conventos de Santo André e de São João, ambos em Ponta Delgada, familiares de Maria Guilhermina Taveira de Neiva Frias Brum da Silveira, que casou com José do Canto (1820-1898).
Ali estivaram hospedados, durante  alguns  anos, vários frades agostinhos, entre eles Frei Brás Soares, enquanto durou a construção do Convento da Graça.
A ermida poderá ser anterior ao recolhimento, uma vez que só depois de os agostinhos saírem da ermida e da casa anexa à mesma, é que o licenciado Frias resolveu fundar o recolhimento para abrigo de parentes pobres. O regulamento deste, redigido pelo fundador, data de 10 de agosto de 1624 e, pelo seu testamento de 21 de novembro desse ano, vincula à instituição parte dos seus rendimentos.
Nos fins do século XVII, a ermida encontrava-se decaída e necessitada de alfaias, segundo se depreende das visitas que lhe foram feitas.
No primeiro quartel do século seguinte, porque a paróquia de São Sebastião estava com numerosa população, pensou-se em desmembrar o serviço paroquial respectivo, com a criação de um  curato em  Santa Ana, o que nunca chegou a verificar-se.
No decurso dos séculos XVIII e XIX, os bens desta instituição foram diminuindo mercê de factores vários, que seria fastidioso enumerar, acabando o recolhimento por arruinar-se, e a ermida por vir a pertencer à paróquia de São Sebastião (Matriz) em Ponta Delgada, não obstante algumas dádivas que ainda na vigência da última centúria foram recebidas.
A ermida e o jardim couberam por herança a Dna. Maria da Graça Hintze Ribeiro Jardim, bisneta de José do Canto e sua esposa. Dna. maria da Graça, escritora, casou com Augusto de Athayde Côrte-Real Soares d'Albergaria, empresário, sendo pais do também já falecido professor doutor Augusto de Athayde Soares d'Albergaria.
A Fundação do Jardim José do Canto, sua legítima proprietária, requereu-a para a sua administração, continuando a realizar-se ali cerimónias religiosas e, também concertos de música sacra e clássica.
Encontra-se classificado como Imóvel de Interesse Público pelo Governo Regional dos Açores.

## Características
Exemplar de arquitetura religiosa, seiscentista.
Situa-se no extremo sudoeste do Jardim José do Canto, existindo mesmo uma porta lateral que comunica com aquele espaço botânico. Junto da ermida existem as ruínas de um antigo recolhimento.